# Live in Chicago 12.19.98 at the United Center
Live in Chicago 12.19.98 at the United Center – album koncertowy zespołu rockowego Dave Matthews Band. Płyta ta dokumentuje występ zespołu z hali United Centre w Chicago, który miał miejsce podczas trasy koncertowej promującej album Before These Crowded Streets. Koncert ten odbył się 19 grudnia 1998 roku i był ostatnim występem zespołu na ww. trasie koncertowej. Podczas koncertu w Chicago zespołowi towarzyszyli znakomici muzycy jazzowi: wirtuoz basu – Victor Wooten oraz znakomity saksofonista Maceo Parker. Na płycie Live in Chicago można również usłyszeć gitarzystę Tima Reynoldsa oraz basistę Mitcha Rutmana.

## Lista utworów

### Disc one
1. "Intro" – 0:45
2. "The Last Stop" – 11:04
3. "Don’t Drink the Water" – 6:57
4. "#41" – 10:20
  - gościnnie Victor Wooten
5. "#40" » – 0:37
  - solo Dave Matthews
6. "Lie in Our Graves" – 12:38
7. "What Would You Say" – 5:35
  - gościnnie Maceo Parker
8. "Pantala Intro" » – 5:05
9. "Pantala Naga Pampa" » – 0:40
10. "Rapunzel" – 7:21
11. "Stay (Wasting Time)" – 6:53

### Disc two
1. "The Maker" (Lanois) – 9:37
  - gościnnie Mitch Rutman i Victor Wooten
2. "Crash into Me" – 5:56
3. "Jimi Thing" – 14:10
4. "So Much to Say" (Matthews, Griesar) » "Anyone Seen the Bridge?" » – 5:41
5. "Too Much" – 5:13
6. "Christmas Song" – 5:52
7. "Watchtower Intro" » – 2:25
  - solo Stefan Lessard
8. "All Along the Watchtower" (Dylan) – 12:01

## Muzycy biorący udział w nagraniu
- Carter Beauford – instrumenty perkusyjne
- Stefan Lessard – gitara basowa
- Dave Matthews – gitara akustyczna, śpiew
- LeRoi Moore – saksofon, klarnet, instrumenty dęte
- Boyd Tinsley – skrzypce

Gościnnie:
- Maceo Parker – saksofon
- Tim Reynolds – gitara elektryczna
- Mitch Rutman – gitara basowa
- Victor Wooten – gitara basowa